# 白山 (名古屋市)
白山（はくさん）は、愛知県名古屋市守山区の地名。現行行政地名は白山一丁目から白山四丁目。住居表示未実施。

## 地理
名古屋市守山区の南東部に位置し、南西に森孝東、西に四軒家、北と東と南に尾張旭市と接する。

## 歴史

### 町名の由来
大字森孝新田の字白山に由来する。字名は、山頂に白山神社が所在したことに由来するとされる。

### 沿革
- 1988年（昭和63年）10月23日 - 守山区大字森孝新田の一部により、同区白山一丁目から白山四丁目がそれぞれ成立する[1]。

## 世帯数と人口
2019年（平成31年）4月1日現在の世帯数と人口は以下の通りである。
| 丁目       | 世帯数    | 人口    |
| ---------- | --------- | ------- |
| 白山一丁目 | 377世帯   | 803人   |
| 白山二丁目 | 280世帯   | 727人   |
| 白山三丁目 | 164世帯   | 365人   |
| 白山四丁目 | 195世帯   | 398人   |
| 計         | 1,016世帯 | 2,293人 |

### 人口の変遷
国勢調査による人口の推移
| 2000年（平成12年） | 2,583人 | [ WEB 6 ] |  |
| 2005年（平成17年） | 2,594人 | [ WEB 7 ] |  |
| 2010年（平成22年） | 2,452人 | [ WEB 8 ] |  |
| 2015年（平成27年） | 2,353人 | [ WEB 9 ] |  |

## 学区
市立小・中学校に通う場合、学校等は以下の通りとなる。また、公立高等学校に通う場合の学区は以下の通りとなる。
| 丁目       | 番・番地等 | 小学校                 | 中学校               | 高等学校 |
| ---------- | ---------- | ---------------------- | -------------------- | -------- |
| 白山一丁目 | 全域       | 名古屋市立森孝東小学校 | 名古屋市立森孝中学校 | 尾張学区 |
| 白山二丁目 | 全域       | 名古屋市立森孝東小学校 | 名古屋市立森孝中学校 | 尾張学区 |
| 白山三丁目 | 全域       | 名古屋市立森孝東小学校 | 名古屋市立森孝中学校 | 尾張学区 |
| 白山四丁目 | 全域       | 名古屋市立森孝東小学校 | 名古屋市立森孝中学校 | 尾張学区 |

## 交通
- 国道363号（出来町通）[2]
- 愛知県道215号田籾名古屋線（出来町通）

## 施設
- 白山第一公園
- 白山第二公園
- 白山第三公園
- 白山第四公園

## その他

### 日本郵便
- 郵便番号 : 463-0032[WEB 3]（集配局：守山郵便局[WEB 12]）。

### WEB
1. 1 2  “愛知県名古屋市守山区の町丁・字一覧”.   人口統計ラボ. 2017年10月7日閲覧。
2. 1 2  “町・丁目(大字)別、年齢(10歳階級)別公簿人口(全市・区別)”.   名古屋市 (2019年4月22日). 2019年4月23日閲覧。
3. 1 2  “郵便番号”.  日本郵便. 2019年3月17日閲覧。
4. ↑  “市外局番の一覧”.   総務省. 2019年1月6日閲覧。
5. ↑  名古屋市役所市民経済局地域振興部住民課町名表示係 (2015年10月21日). “守山区の町名一覧”.   名古屋市. 2017年10月7日閲覧。
6. ↑  名古屋市役所総務局企画部統計課統計係 (2005年7月1日). “（刊行物）名古屋の町(大字)・丁目別人口 (平成12年国勢調査) 守山区” (XLS). 2017年10月8日閲覧。
7. ↑  名古屋市役所総務局企画部統計課統計係 (2007年6月29日). “平成17年国勢調査　名古屋の町(大字)別・年齢別人口 守山区” (XLS). 2017年10月8日閲覧。
8. ↑  名古屋市役所総務局企画部統計課統計係 (2012年6月29日). “平成22年国勢調査　名古屋の町(大字)別・年齢別人口 守山区” (XLS). 2017年10月8日閲覧。
9. ↑  名古屋市役所総務局企画部統計課統計係 (2017年7月7日). “平成27年国勢調査　名古屋の町(大字)別・年齢別人口” (XLS). 2017年10月8日閲覧。
10. ↑  “市立小・中学校の通学区域一覧”.   名古屋市 (2018年11月10日). 2019年1月14日閲覧。
11. ↑  “平成29年度以降の愛知県公立高等学校（全日制課程）入学者選抜における通学区域並びに群及びグループ分け案について”.   愛知県教育委員会 (2015年2月16日). 2019年1月14日閲覧。
12. ↑  “郵便番号簿 2018年度版” (PDF).   日本郵便. 2019年5月8日閲覧。

### 文献
1. 1 2  名古屋市計画局 1992, p. 861.
2. 1 2 3  名古屋市計画局 1992, p. 617.